# Francisca Linconao
Francisca Linconao Huircapán, née le 18 septembre 1958 à Padre Las Casas, également surnommée « Machi Linconao » est une militante pour les peuples indigènes et machi, c'est-à-dire chaman et guérisseuse du peuple mapuche et femme politique chilienne.
Elle est élue membre de l'Assemblée constituante lors des élections de 2021, par le district (circonscription) du siège réservé à la zone sud mapuche, en tant que candidate autochtone.

## Biographie

### Chaman et militante mapuche
Francisca Linconao suit et termine ses études jusqu'à la quatrième année. À partir de 12 ans, selon les traditions mapuches, elle est désignée comme possédant l'esprit du machi et commence sa formation d'autorité suprême.
Elle perpétue son rôle de machi, c'est-à-dire guérisseuse et guide spirituelle au sein de la communauté Pedro Linconao II, dans la région de l'Araucanie et la ville de Padre Las Casas.
En 2008, elle accède à la notoriété publique en déposant un « recours en protection (es) », acte juridique permis par l'article 20 de la Constitution du Chili, qui vise à obtenir d'une cour d'appel le respect de l'État de droit et garantir la protection. Ce recours, déposé face à la « Sociedad Palermo Limitada », s'oppose à l'abattage illégal d'arbres et arbustes d'une forêt autochtone. De plus, ces mêmes arbres sont situés dans une zone proche de sa communauté Linconao. Cela affecterait l'écosystème local et un « menoko », c'est-à-dire une zone humide .
En 2009, la cour d'appel de Temuco statue en faveur de son recours par un jugement qui est ratifié par cour suprême du Chili. Il s'agit du premier jugement du pays qui assure les droits des peuples autochtones.

### Affaires judiciaires
En 2013, elle est l'une des personnes mapuches liée et arrêtée dans le cadre de l'affaire affaire Luchsinger-Mackay. Elle est accusée de terrorisme et de possession illégales d'armes. Selon l'enquête et la perquisition, un fusil de chasse artisanal a été trouvé dans sa maison par la police. Néanmoins, lors du procès, le fonctionnaire de police ne témoigne pas. Elle est acquittée et reçoit une indemnité.
Le 1er mars 2016, elle est incarcérée et une nouvelle procédure judiciaire est ouverte à son encontre pour les mêmes chefs d'accusation. Les ONG dénoncent une détention illégale et une vengeance face à son combat contre l'exploitation forestière en 2008 et sa défense des droits des autochtones.
Pendant sa détention provisoire, elle entame une grève de la faim en décembre 2016 après neuf mois passé derrière les barreaux. Quatorze jours plus tard, elle abandonne sa grève de la faim lorsque la cour d'appel de Temuco abaisse son régime de détention à de l'assignation à résidence.
Le 22 août 2017, l'Observatoire pour la protection des défenseurs des droits de l'homme, l'Organisation mondiale contre la torture (OMTC) et la Fédération internationale des ligues des droits de l'homme (FIDH) expriment leur inquiétude quant à une utilisation abusive de la loi antiterroriste (es) face à dix membres du peuple mapuche et la machi Francisca Linconao.
Le 18 octobre 2017, l'affaire et les accusations sont relancées et le tribunal de Temuco l'acquitte. Néanmoins, la cour d'appel de la même ville annule la décision le 29 décembre 2017, ordonnant la réouverture du dossier. Le 10 mai 2018, elle est définitivement acquittée de toute charge envers elle.
Elle effectue différents voyages à l'étranger pour défendre le peuple mapuche, notamment au Conseil des droits de l'homme des Nations unies (CDH). En 2018, son nom est proposé par diverses organisations pour le prix des droits de l'homme des Nations unies.

### Assemblée constituante
En janvier 2021, elle récolte le nombre nécessaire de signatures pour se présenter sur le siège réservé aux peuples autochtones. Elle récolte 20% de parrainages. Pendant sa campagne et sur son programme, elle évoque la nécessité du respect des droits de l'homme, l'établissement d'un État plurinational et une autodétermination des peuples. Elle réclame un droit à l'eau, aux terres, à la souveraineté alimentaire et aux « biens communs ». 
Lors des élections de 2021, elle est élue avec 7,15% des voix, étant élue avec le plus grand nombre de voix parmi le peuple autochtone mapuche.
En juillet 2021, elle rejoint la commission transitoire sur les droits de l'homme, de la vérité historique et des fondements de la justice. Après l'adoption du règlement de l'Assemblée constituante en octobre 2021, elle rejoint la commission thématique sur les droits fondamentaux.